# El Pilar (Sucre)
El Pilar es un pueblo que está situado en el Estado Sucre, Venezuela. Es la capital del Municipio Benítez

## Historia
El Pilar es la capital del Municipio Benítez, fue fundada el 1º de mayo del año 1662, con el nombre de “Nuestra Señora de El Pilar” por el padre fray José
```
de Carabantes, cerca de la zona llamada Los Llanos. Fue destruido por los asediados indígenas Caribe. Luego fue reedificado el año 1675, en el Valle de Chuparipar, muy lejos del primer lugar. Después fue movido al Valle de Chicauntar donde está actualmente. Estas últimas fundaciones fueron realizadas por el padre Felipe de Hijar. Fue convertido en pueblo de doctrina en el año 1712 y luego en parroquia. Sus libros parroquiales se conservan en Carúpano en los archivos de Santa Rosa, hay libros que datan del año 1734. La capital del Municipio Benítez está construida en una meseta rodeada de vegetación selvática. En la iglesia y plaza Bolívar, tiene una altitud de 74 metros sobre el nivel del mar. A 6 km., de distancia está la quebrada Antonio Díaz y pueden observarse restos de sus haciendas de cacao.
```

## Personas destacadas
La población de El Pilar ha sido cuna de Gualberto Ibarreto, conocido "el cantor de la voz del pueblo, nacido en esta población el 12 de julio de 1947, es uno de los más importantes representantes de la música tradicional venezolana, reconocido a nivel nacional e internacional.
Dr. Manuel Ramón Hernández Barrios. Médico especialista en inmunología cliníca. Decano de la Facultad de Medicina Universidad de los Andes. Vicerrector académico Universidad de los Andes. Fundador y director del Instituto de Inmunología Clínica, Mérida, Venezuela. Miembro de número de la Academia Nacional de Medicina. 
- Francisco Antonio Vásquez, militar.